# Pareulype berberata
Pareulype berberata là một loài bướm đêm trong họ Geometridae.

## Hình ảnh

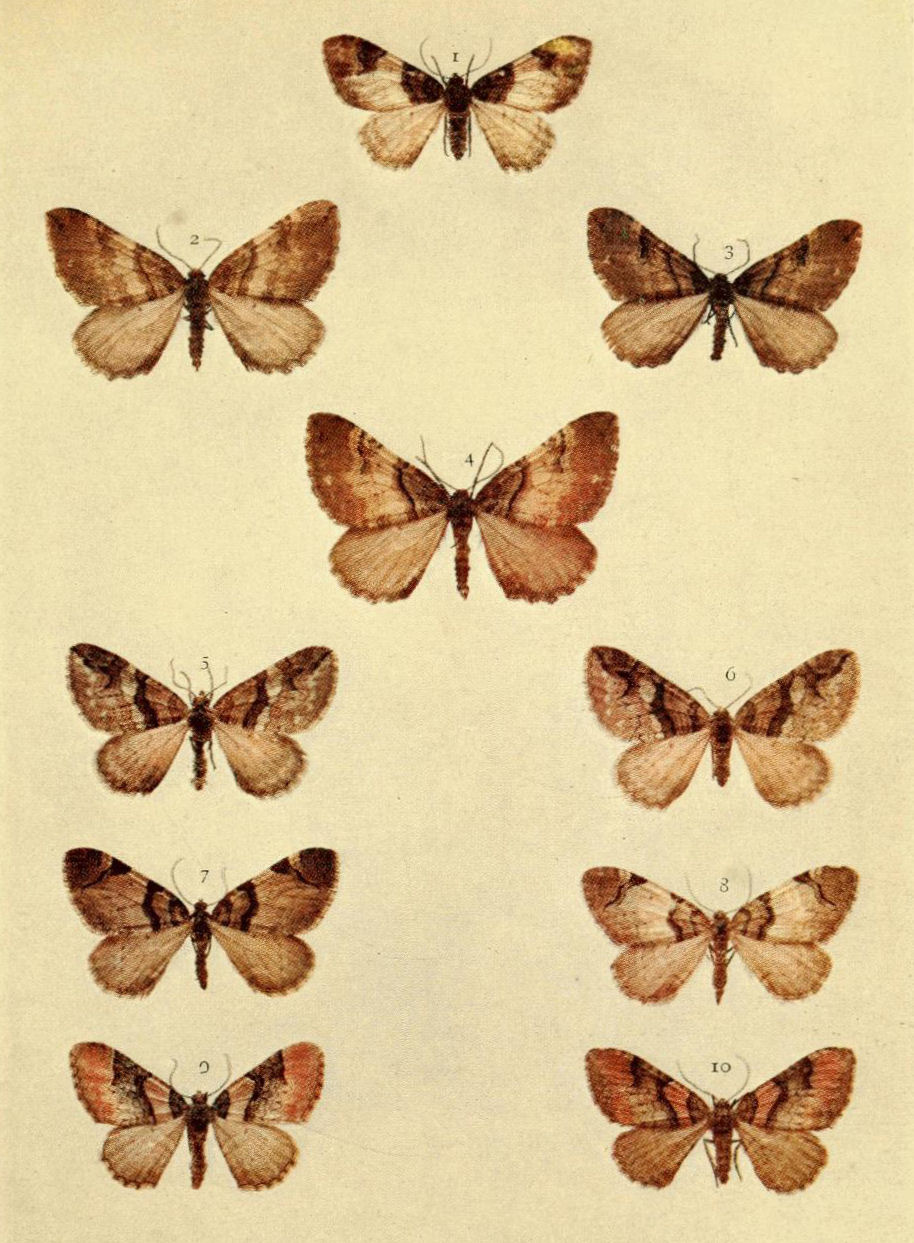